# Henry Vannoy
Henry Vannoy (né Alexandre-Pierre-Louis Henry à Vannes le 19 novembre 1816 et mort à Nogent-sur-Marne le 1er novembre 1889) est un acteur de théâtre et auteur dramatique français.

## Biographie
Acteur du Théâtre de l'Odéon où il se distingua dans le rôle de Cocardasse dans Le Bossu, il devient dès 1850 un des principaux comédien du Théâtre de la Porte-Saint-Martin. Il participa aussi à la rédaction de quelques pièces de boulevard.
En 1874, il crée le rôle de Fix dans Le Tour du monde en quatre-vingts jours de Jules Verne et Adolphe Dennery, rôle qu'il tient toujours en 1884 lors des reprises de la pièce.

## Œuvres
- Le Colporteur, comédie-vaudeville en 2 actes, avec Amédée de Jallais, 1851
- La Vie de Trombalgo, 1875
- À Sa Majesté la reine Isabelle, Les Deux cousins, 1875